# Gastronomia de Cantàbria
La gastronomia càntabra és la gastronomia tradicional pròpia de Cantàbria. Es tracta d'una cuina atlàntica senzilla de muntanya i peix fresc de mar. Té elements que l'emparenten amb la cuina gallega, la normanda i la bretona. Tampoc no és llunyana de la cuina basca, tot i que hi ha elements compartits a la basca, l'asturiana i de vegades fins i tot a la gallega que no hi són a la càntabra.
Es tracta d'una cuina on abunden els guisats. Poden ser a base de peix, de marisc o de carn. El peix d'aigua salada (tonyina, salmó, lluç, llobarro, turbot, etc.) és molt abundant, com també ho és la truita de riu. Les sardines a la brasa són un plat típic de pescadors també a Cantàbria. El marisc fresc, que inclou escamarlans, nècores, cabres de mar i llamàntols, es pot menjar també guisat o en salsa, com típicament es mengen les cloïsses. L'aperitiu més popular són les rabas arrebossades i fregides. La carn més abundant i més preuada és la vedella, tot i que també es menja porc sobretot en forma d'embotits i, com a bon país de muntanya, la carn de caça. També es mengen cargols i bolets. Els vegetals són més aviat poc freqüents, i els més usats són els típics atlàntics, patata i col bàsicament, a més de llegums, d'entre les quals destaquen les mongetes.
Els dolços també són a base de bons ingredients de la terra, senzills i consistents. Hi destaquen els sobaos, que semblen magdalenes, i la quesada, que és una pastís de formatge, a més de diferents pastissets a base de pasta fullada que segons la zona adopta diferents noms com ara les corbates a Unquera i San Vicente de la Barquera, polkes a Torrelavega, o sacristans en Liérganes. Els formatges, la llet, la mantega i altres productes làctics s'usen sovint per a fer llaminadures d'altres orígens com per exemple la llet quallada amb mel, l'arròs amb llet, les natilles o la llet fregida, una mena de farinetes de llet arrebossades i fregides. Amb les fruites es fa codonyat i melmelades. La beguda càntabra per excel·lència és la sidra.